# Titularerzbistum Berytus
Berytus (ital.: Berito) ist ein Titularerzbistum der römisch-katholischen Kirche. Es geht zurück auf einen spätantiken Bischofssitz in der Stadt Beirut (damals Berytus genannt) in der römischen Provinz Syria Phoenice bzw. in der Spätantike Phoenice (Bistum Berytus). Mit der Eroberung Beiruts durch die Araber 635 ging dieser Bischofssitz unter. 1110 wurde Beirut durch die Kreuzfahrer erobert und das Bistum neu begründet. 1291 ging auch dieser Bischofssitz mit der Eroberung Beiruts durch die muslimischen Mamelucken wieder unter. Im weiteren Verlauf der Geschichte wurden weiter Bischöfe ernannt, die jedoch nur noch Titular-Bischöfe waren. Das Titularbistum Berytus wurde im 18. Jahrhundert zum Titularerzbistum erhoben.

## Geschichte
Beirut wurde schon Ende des 3. Jahrhunderts Bischofssitz. In der spätantiken Kirchenorganisation war der Bischof ein Suffragan des Erzbischofs in Tyrus. Das Erzbistum Tyrus gehörte zum Patriarchat von Antiochia. Mit der Eroberung von Syrien und Palästina 635 durch die Araber ging der Bischofssitz in Beirut unter.

## Liste der Bischöfe des spätantiken/frühmittelalterlichen Bistums Berytus
- bis 317 Eusebius (Arianer),[1] wurde 318 Bischof von Nikomedia, 338/39 Bischof von Konstantinopel
- nach 317 bis (325) Gregorius (Arianer)[1]
- 343 bis Machedonius[2]
- 381 (bis 378?) Timotheus[1]
- 449 bis 451 Eustathius[1]
- 458 Aristus[1]
- 5. Jahrhundert Joannes[1]
- 535 Thalassius[1]

## Der lateinische Bischofssitz
Am 13. Mai 1110 wurde Beirut nach dreimonatiger Belagerung von König Balduin I. von Jerusalem erobert. Er setzte Balduin von Boulogne als ersten lateinischen Bischof ein. Der neu begründete Bischofssitz Beirut wurde wiederum dem Erzbistum Tyrus unterstellt, das wiederum zum Patriarchat von Antiochien gehörte. Der neue Bischof erhielt aber zunächst keine päpstliche Bestätigung und blieb bis 1133 electus. Außerdem wurde der Erzbischofssitz Tyrus erst 1124 erobert. Erst 1133 wurde Balduin von Boulogne durch Patriarch Wilhelm von Jerusalem zum ersten Bischof geweiht.
Zuvor 1122 hatte der damalige Lateinische Patriarch von Jerusalem Warmund einen gewissen Odo als (Titular-)Erzbischof von Tyrus eingesetzt, der jedoch noch vor der Eroberung von Tyrus starb. Danach folgte eine Vakanz. Erst 1127 oder 1128 weihte Patriarch Warmund den Prior des Chorherrenstiftes vom Heiligen Grab Wilhelm zum neuen Erzbischof von Tyrus. Bis zu dieser Zeit wurde das Erzbistum Tyrus und seine Kirchen mehr schlecht als recht vom Patriarchen von Jerusalem und seinen Offiziellen direkt administriert wie Wilhelm von Tyrus in seiner Geschichte des Heiligen Landes schreibt.
Der Bischof von Beirut und der Erzbischof unterstanden formal dem Patriarchen von Antiochien, waren aber vom Patriarchen von Jerusalem eingesetzt worden. Der Patriarch von Antiochien erhob natürlich Anspruch auf den neuen Erzbischofssitz, jedoch erreichte Patriarch Wilhelm von Jerusalem einen Schiedsspruch von Papst Honorius II., dass die Kirchenprovinz Tyrus zum Patriarchat Jerusalem gehören solle. Innozenz II. löste sogar die Bischöfe von Gabula/Gibelet, Tripoli und Tortosa (die drei nördlichen Bistümer von Tyrus) von ihrem Gehorsamseid an den Patriarchen von Antiochien; sie sollten in Zukunft dem Erzbischof in Tyrus gehorchen. Allerdings setzte sich die Reorganisation des Erzbistums Tyrus nicht durch. Die drei nördlichen Bischofssitze verblieben letztendlich beim Patriarchat Antiochia. Im Süden kam aber mit der Eroberung von Baniyas, das antike Caesarea Philippi, im Jahr 1140 ein vierter Bischofssitz hinzu. Das Erzbistum Tyrus mit seinen vier Suffraganen war das wichtigste Erzbistum im Patriarchat Jerusalem.
Nach der Schlacht von Hattin 1187 eroberte Saladin Beirut. Die Stadt wurde aber 1197 von den Kreuzfahrern zurückerobert und blieb bis zur Eroberung Beiruts 1291 durch die Mamelucken unter Schudschai Bischofssitz. Danach musste der Bischof Beirut verlassen. Der Titel wurde weiter vergeben. Die folgenden Bischöfe von Berytus/Beirut, deren Bistum nun in partibus infidelium lagen, amtierten meist in Europa als Weihbischöfe.

## Bischöfe
- 1110 bis 1141 Balduin von Boulogne 1112 bis 1123 = electus,[3] erst 1123 geweiht (1111 A.[4])
- 1146 Johannes[4]
- 1147 1148 Wilhelm[4]
- 1156 bis 25. April 1175 Mainardus[4]
- 2. Mai 1176 bis 13. September 1180 Raimundus[4]
- 22. April 1182 bis 1189/91 Odo[4]
- 1202, 1204[5] Markus, er weihte am 5. Dezember 1202 die Marktkirche in Vorau zu Ehren des Hlg. Ägidius[6]
- 1224 Philippe d’Yvré[7]
- 1245 Galerannus[4]
- vor 1260 Stephanus, olim episcopo Beritensi abbate Bellimontis, fratre Stephano Bellimontis Cisterciensis ordinis[8]
- 1267 Bernardus[4]
- 1277 bis 1283 Bartholomäus[4][9]
- bis 1291 ?

| Titularbischöfe von Berytus                                                           | |                               |                               |
| Name                                                                                  | Amt | von                           | bis                           |
| Robertus                                                                              | | vor 1310                      |                               |
| Matthias                                                                              | Weihbischof in Mainz | 1325                          | 1326                          |
| Petrus                                                                                | | 1345                          |                               |
| Juan                                                                                  | Weihbischof in Palencia (Spanien) | 20. April 1453                |                               |
| Jean de Falconet († 1460)                                                             | OFM, Weihbischof in Arras | 9. Juli 1456                  | 1460 (†)                      |
| Gabriel Abbiati                                                                       | OCist, Weihbischof in Novara (Italien)                                                                                                 | 4. Juni 1460                  | ?                             |
| Étienne Chassagné                                                                     | Weihbischof in Lyon | 1. September 1465             | ?                             |
| Gaspard/Caspar (Bolender?)                                                            | 1465 bis 1471 Weihbischof in Brixen, 1470 bis 1481 Weihbischof in Konstanz                                                             | 1465                          | 1481                          |
| Libert von Broechem                                                                   | OFM, Weihbischof in Liège (Belgien) | 10. Dezember 1470             | ?                             |
| Pedro de Villalobos († 1487)                                                          | OESA, Weihbischof in Coria (Spanien)                                                                                                   | 12. Juli 1475                 | 1487                          |
| Diego de Saldanha († 1497)                                                            | OM, Weihbischof in Santiago de Compostela                                                                                              | 13. September 1493            | 1497                          |
| Alfonso de Castilla                                                                   | OFM, Weihbischof in Santiago de Compostela                                                                                             | 14. Juli 1497                 | ?                             |
| Vincent Mazuelo                                                                       | OP, Weihbischof in Auch (Frankreich)                                                                                                   | 6. April 1498                 | ?                             |
| Gilles Van Der Heyden (Merica) († 5. Februar 1505)                                    | OCarm, Weihbischof in Cambrai (Frankreich)                                                                                             | 10. Mai 1499                  | 1503                          |
| Pierre de Monimo                                                                      | OP, Weihbischof in Auch (Frankreich)                                                                                                   | 11. Dezember 1500             |                               |
| García de Sahagún                                                                     | OM, Weihbischof in Cuenca (Spanien) | 11. März 1501                 | ?                             |
| Jean Briselot († 11. September 1520)                                                  | OCarm. 1505 Weihbischof in Cambrai, 1507 Abt des Klosters Hautmont bei Meubeuge, 1517 Erzbischof von Oristano (Sardinien)              | 4. April 1505                 | 23. Dezember 1517 (bis 1507?) |
| Juan Merton († 1534)                                                                  | OESA, 1508 bis 1534 Weihbischof in Zaragoza (Spanien)                                                                                  | 6. September 1508 (wohl 1518) | ?                             |
| Pierre Faget                                                                          | OFM, 1527 Weihbischof in Auch | 18. Februar 1527              | ?                             |
| Ferdinando de Cremona                                                                 | OFM | 10. Juli 1531                 | ?                             |
| Petrus Farfeni († 28. November 1535)                                                  | OFM, Weihbischof in Tarentaise (Frankreich)                                                                                            | 1516                          | bis 1535                      |
| François Gaeta                                                                        | 1537 Weihbischof in Genf (Schweiz) | 20. Juni 1537                 | ?                             |
| Arnauld de Maytie († 20. Juni 1646)                                                   | 1622 Bischof von Oloron | 15. Januar 1618               | Oktober 1622                  |
| Andrés Garcia de Zurita (* 1574, † 2. August 1652)                                    | 1648 Koadjutor Bischof von Ayacucho o Huamanga (Peru), 1649 Bischof von Ayacucho o Huamanga, 1650 bis 1652 Bischof von Trujillo (Peru) | 10. Februar 1648              | 1649                          |
| Pierre Lambert de la Motte (* 16. Januar 1624, † 15. Juni 1679)                       | MEP, 1658 bis 1669 Apostolischer Vikar von Cochinchina (Vietnam)                                                                       | 29. Juli 1658                 | 15. Juni 1679                 |
| Joseph Duchesne                                                                       | | 24. November 1681             | ?                             |
| Manuel Torquemada (* 1638)                                                            | OdeM, 1690 Weihbischof in Córdoba (Spanien)                                                                                            | 10. Juli 1690                 | (1694) (bis 1696?)            |
| Giovanni Francesco de Nicolai († 27. Dezember 1737)                                   | OFM 1696 bis 1737 Apostolischer Vikar von Houkouang (China), 1712 bis 1737 Titularerzbischof von Myra                                  | 20. Oktober 1696              | 20. April 1712                |
| Jacques Pescherard (Religionsnamen: Timotheus de la Fléche) (* 1664, † 11. Juni 1744) | OFMCap, Koadjutorbischof von Bagdad (Osmanisches Reich)                                                                                | 29. Mai 1715                  | März 1744                     |
| Giovanni Francesco Odierna (* 1643)                                                   | 1684 Bischof von Bitetto (Italien), 1717 Bischof von Sulmona (Italien)                                                                 | 17. März 1727                 | ?                             |

## Titularerzbistum Berytus
Das Titularbistum Berytus wurde im 18. Jahrhundert zum Titularerzbistum erhoben. Mit dem Tod des letzten Titelträgers Antônio Augusto de Assis blieb das Titularerzbistum Beryt vakant.
| Titularerzbischöfe von Berytus                                           | |                    |                      |
| Name                                                                     | Amt | von                | bis                  |
| Giuseppe Garampi (* 29. Oktober 1725, † 4. Mai 1792)                     | 1751 Präfekt des Vatikanischen Geheimarchivs, 1772 Apostolischer Nuntius in Polen-Litauen, 1776 Apostolischer Nuntius in der Habsburgermonarchie, 1776 Erzbischof (persönlicher Titel) von Corneto und Montefiascone, 1786 Kardinalpriester von Santi Giovanni e Paolo | 27. Januar 1772    | 20. Mai 1776         |
| Joseph Vinci (* 27. Juli 1736, † 30. September 1795)                     | 1785 bis 1795 Apostolischer Nuntius in der Schweiz | 11. April 1785     | 30. September 1795   |
| Fabrizio Sceberras Testaferrata (* 1. April 1757, † 3. August 1843)      | 1803 Apostolischer Nuntius in der Schweiz, 1815 Sekretär der Kongregation für die Bischöfe und Regularen, Kardinalpriester von Santa Pudenziana, 1818 bis 1843 Bischof von Senigallia (Italien) | 20. September 1802 | 6. April 1818        |
| Luigi Emmanuele Nicolo Lambruschini (* 16. Mai 1776, † 12. Mai 1854)     | B, 1819 Erzbischof von Genua, 1826 bis 1831 Apostolischer Nuntius in Frankreich, 1830 resigniert das Erzbistum Genua, 1832 Kardinalpriester von San Callisto, 1842 Kardinalbischof von Sabina, 1847 Kardinalbischof von Porto-Santa Rufina | 5. Juli 1830       | 24. Februar 1832     |
| Gabriele della Genga Sermattei (* 4. Dezember 1801, † 10. Februar 1861)  | 1834 Erzbischof von Ferrara, 1836 Kardinalpriester von San Girolamo dei Croati, 1852 Präfekt der Kongregation für die Bischöfe und Regularen, 1856 Präfekt der Kongregation für den Gottesdienst und die Sakramentenordnung | 29. Juli 1833      | 23. Juni 1834        |
| Camillo Di Pietro (* 10. Januar 1806, † 6. März 1884)                    | 1856 Apostolischer Nuntius in Königreich beider Sizilien / Apostolischer Internuntius in Portugal / Apostolischer Nuntius in Portugal, 1859 Kardinalpriester von San Giovanni a Porta Latina, 1863 Präfekt der Apostolischen Signatura, 1867 Kardinalbischof von Albano, 1877 Kardinalbischof von Porto-Santa Rufina, 1878 Camerarius der Apostolischen Kammer, 1878 Kardinalbischof von Ostia und Velletri | 8. Juli 1839       | 15. April 1859       |
| Manuel Teodoro del Valle Seoane (* 9. November 1813, † 16. Oktober 1888) | 1865 Bischof von Huánuco (Peru), 1872 Erzbischof von Lima (Peru) | 15. November 1872  | 16. Oktober 1888 (†) |
| Hilarion-Joseph Montéty Pailhas CM (* 29. Januar 1854, † 12. Juli 1921)  | Apostolischer Delegat im Kaiserreich Persien | 13. Februar 1891   | 12. Juli 1921 (†)    |
| Antônio Augusto de Assis (* 5. Dezember 1863, † 7. Februar 1961)         | 1907 Weihbischof in Pouso Alegre (Brasilien), 1907 Titularbischof von Sura, 1909 Bischof von Pouso Alegre, 1916 Bischof von Guaxupé (Brasilien), 1918 Weihbischof in Mariana (Brasilien), Titularbischof von Diocletianopolis in Palaestina, 31. Juli 1931 Bischof von Jaboticabal, Sao Paulo (Brasilien)                                                                                                   | 24. Februar 1922   | 31. Juli 1931        |